# Grete Mildenberg
Grete Mildenberg, geborene Hill, (* 5. Januar 1902 in Elbing; † 2. Juni 1969 in Chicago) war eine deutsche Arbeiterin und Politikerin (KPD).

## Leben und Wirken
Mildenberg besuchte die Volksschule. Als junge Frau ging sie als Arbeiterin nach Berlin. Dort heiratete sie den jüdischen Kaufmann Walter Mildenberg. Außerdem schloss sie sich der Kommunistischen Partei Deutschlands (KPD) an. Für diese saß sie zunächst von 1929 bis 1930 in der Berliner Stadtverordnetenversammlung. Bei Septemberwahlen von 1930 wurde Mildenberg als Kandidatin ihrer Partei für den Wahlkreis 4 (Potsdam I) in den Reichstag gewählt, dem sie bis zum Juli 1932 angehörte.
1931 wurde Mildenberg vom Schöffengericht Berlin-Mitte wegen schweren Landfriedensbruchs zu einer achtmonatigen Gefängnisstrafe verurteilt. Nach dem Machtantritt der NSDAP im Frühjahr 1933 engagierte Mildenberg sich in der kommunistischen Untergrundbewegung. Im September 1933 wurde sie verhaftet. 1938 verließ Mildenberg das Deutsche Reich und ging zusammen mit ihrem Mann und ihrem 1935 geborenen Sohn nach Belgien; im Februar 1939 wanderte sie über Le Havre und New York in die USA aus. Die Familie ließ sich in Chicago nieder; dort beantragte sie als Greta Mildenberg 1944 ihre Einbürgerung.

## Schriften
- Jugend Entscheide!. „Wohlfahrtsstaat“ oder Arbeiter- und Bauernstaat? s. l. 1932.